# Kanton Gagny
Kanton Gagny is een kanton van het Franse departement Seine-Saint-Denis. Kanton Gagny maakt deel uit van het arrondissement Le Raincy en telde 74 351 inwoners in 2017.

## Gemeenten
Het kanton Gagny omvatte tot 2014 enkel de gemeente Gagny.
Door de herindeling van de kantons bij decreet van 21 februari 2014, met uitwerking in maart 2015, werd het kanton Neuilly-sur-Marne opgeheven en zijn enige gemeente Neuilly-sur-Marne bij het kanton Gagny gevoegd.